# Тунис на летних Олимпийских играх 1992
Тунис принимал участие в Летних Олимпийских играх 1992 года в Барселоне (Испания) в восьмой раз за свою историю, но не завоевал ни одной медали. Сборную страны представляли 2 женщины.